# Vicenza (Wein)
Unter der Bezeichnung Vicenza DOC werden italienische Weiß-, Rot- und Schaumweine aus der Gegend um die Stadt Vicenza, (Region Venetien) hergestellt, die seit dem 18. September 2000 eine kontrollierte „Herkunftsbezeichnung“ („Denominazione di origine controllata“ – DOC) besitzen, die zuletzt am 7. März 2014 aktualisiert wurde.

## Anbau
Anbau und Vinifikation dürfen nur durchgeführt werden in
- den Gesamtgemeinden: Albettone, Alonte, Altavilla Vicentina, Arcugnano, Arzignano, Asigliano Veneto, Barbarano Vicentino, Breganze, Brendola, Cassola, Carrè, Cartigliano, Castegnero, Castelgomberto, Chiuppano, Creazzo, Fara Vicentino, Gambellara, Gambugliano, Grancona, Lonigo, Longare, Malo, Marano Vicentino, Marostica, Mason Vicentino, Molvena, Montebello Vicentino, Montecchio Maggiore, Montecchio Precalcino, Montegalda, Montegaldella, Monteviale, Montorso Vicentino, Mossano, Mussolente, Nanto, Nove, Orgiano, Pianezze, Rosà, Rossano Veneto, Salcedo, Sandrigo, San Germano dei Berici, San Vito di Leguzzano, Sarego, Sarcedo, Schiavon, Sossano, Sovizzo, Tezze sul Brenta, Thiene, Villaga, Zanè, Zermeghedo, Zovencedo, Zugliano
- Teilen der Gemeinden: Agugliaro, Bassano del Grappa, Brogliano, Caltrano, Calvene, Chiampo, Costabissara, Cogollo del Cengio, Campiglia dei Berici, Costabissara, Cornedo Vicentino, Dueville, Grumolo delle Abbadesse, Isola Vicentina, Lugo di Vicenza, Monte di Malo, Nogarole Vicentino, Piovene Rocchette, Pove del Grappa, Poiana Maggiore, Romano d’Ezzelino, Quinto Vicentino, Schio, Santorso, Torri di Quartesolo, Trissino, Vicenza, Villaverla.

Im Jahr 2013 wurden von 161 ha zugelassenen Rebfläche 17.081 hl DOC-Wein hergestellt.

## Erzeugung
Verschnittweine (Cuvées)
- Vicenza Bianco (auch als Frizzante, Spumante oder Passito): muss mindestens 50 % Garganega enthalten. Höchstens 50 % andere analoge Rebsorten, die für den Anbau in der Provinz Venedig (einzeln oder gemeinsam) zugelassen sind, dürfen zugesetzt werden.
- Vicenza Rosso (auch als Novello rosato und Rosato Frizzante): muss mindestens 50 % Merlot enthalten. Höchstens 50 % andere analoge Rebsorten, die für den Anbau in der Provinz Venedig (einzeln oder gemeinsam) zugelassen sind, dürfen zugesetzt werden.

Fast sortenreine Weine
Die erzeugten Weine müssen jeweils mindestens 85 % der genannten Rebsorte enthalten. Höchstens 15 % andere analoge Rebsorten, die für den Anbau in der Provinz Venedig zugelassen sind, dürfen zugesetzt werden. Folgende Weintypen werden erzeugt:
- Vicenza Sauvignon (aus Sauvignon Blanc)
- Vicenza Pinot bianco
- Vicenza Pinot Grigio
- Vicenza Chardonnay
- Vicenza Manzoni Bianco
- Vicenza Moscato (aus Moscato Bianco und/oder Moscato Giallo)
- Vicenza Garganego (aus Garganega)
- Vicenza Riesling
- Vicenza Merlot
- Vicenza Cabernet Sauvignon
- Vicenza Pinot nero
- Vicenza Raboso (aus Raboso Veronese)
- Vicenza Cabernet (aus Cabernet Franc, Cabernet Sauvignon und Carménère)